# Melinda hunanensis
Melinda hunanensis är en tvåvingeart som beskrevs av Chen, Zhang och Fan 1992. Melinda hunanensis ingår i släktet Melinda och familjen spyflugor.
Artens utbredningsområde är Hunan (Kina). Inga underarter finns listade i Catalogue of Life.